# لاورنس کورتوییس
 لاورنس کورتوییس (انگلیسی: Laurence Courtois؛ زاده ۱۸ ژانویهٔ ۱۹۷۶) یک تنیس‌باز اهل بلژیک است.